# Nijni Taguil
Nijni Taguil (en russe : Нижний Тагил) est une ville industrielle de l'oblast de Sverdlovsk, en Russie. Sa population s'élevait à 355 693 habitants en 2017.

## Géographie
Nijni Taguil est arrosée par la rivière Taguil, qui lui a donné son nom. Elle se trouve dans l'Oural, à quelque 25 km à l'est de la limite entre l'Europe et l'Asie, à 125 km au nord-nord-ouest de Iekaterinbourg et à 1 377 km à l'est de Moscou.

## Population
Recensements (*) ou estimations de la population
| 1897*  | 1926*  | 1939*   | 1959*   | 1970*   | 1979*   | 1989*   |
| ------ | ------ | ------- | ------- | ------- | ------- | ------- |
| 30 000 | 38 828 | 159 867 | 338 501 | 378 410 | 398 146 | 439 521 |

| 2002*   | 2010*   | 2013    | 2014    | 2015    | 2016    | 2017    |
| ------- | ------- | ------- | ------- | ------- | ------- | ------- |
| 390 498 | 361 811 | 358 378 | 357 280 | 356 773 | 356 288 | 355 693 |

## Économie
Nijni Taguil est une ville industrielle : métallurgie, armement (chars, allant du célèbre T-34 au T14-Armata, mais aussi des prototypes comme l'Object 167), ferroviaire, industrie chimique…

## Jumelages
- Kryvyï Rih (Ukraine)
- Egra (Tchéquie)
- Novokouznetsk (Russie)
- Brest (Biélorussie)
- Chattanooga (États-Unis)
- Františkovy Lázně (Tchéquie)
- Mariánské Lázně (Tchéquie)

## Sport
Le centre d’entraînement principal de Russie pour le saut à ski et le combiné nordique est à Nijni Taguil : c'est le site des tremplins Stork, qui en plus des tremplins HS 134, HS100, K60 et K40, comprend un stade de ski de fond pouvant accueillir 2 000 spectateurs. En plus des entraînements et des compétitions nationales, des concours du plus haut niveau mondial y sont organisés, tels qu'un Grand Prix d'été de saut à ski en septembre 2013.

## Personnalités
- Konstantin Novoselov (1974–), physicien né à Nijni Taguil et lauréat du prix Nobel de physique
- En littérature, Robert Ludlum y fait naître Alexandre Arkadine, rival et opposant de Jason Bourne.
- Danil Khalimov, (1978-2020), lutteur russe puis kazakh y est né.
- Bar Paly, actrice et mannequin russo-israélo-américaine, est née également dans cette ville en 1985.
- Oleg Chatov, footballeur international russe, né en 1990.
- Maksim Kanounnikov, (1991–), footballeur international russe.
- Volodar Mourzine, (2006-), né à Nijni-Taguil, joueur d'échecs russe, remporte les championnats du monde de parties rapides en 2024 à New York.